# Grewia mariannensis
Grewia mariannensis là một loài thực vật có hoa trong họ Cẩm quỳ. Loài này được Merr. mô tả khoa học đầu tiên năm 1914.